# Ständische Adelsmatrikel des Herzogtums Krain von 1824
Die Ständische Adelsmatrikel des Herzogtums Krain ist ein amtliches Verzeichnis von Adelsfamilien, die einst das Krainer Inkolat besessen hatten.  Als Adelsmatrikel des wiederhergestellten Herzogtums  Krain, erneut Bestandteil des Kaisertums Österreich,  stellt sie ein wichtiges Zeitdokument nach der napoleonischen Epoche in diesem Lande dar. Ein Exemplar der Matrikel wird im Archiv Sloweniens aufbewahrt. 

## Historischer Hintergrund
Nach der Abdankung Napoleon Bonapartes wurde im  Herzogtum Krain auf der Grundlage des § 15 des allerhöchsten Patents vom 29. August 1818 über die Wiedereinführung der ständischen Verfassung die alte ständische Ordnung wiedereingeführt. Im Zuge dieser Reorganisation der gesellschaftspolitischen, fiskalischen, territorialen und rechtlichen Verhältnisse war es auch erforderlich gewesen, die Adelsgeschlechter Krains zu erfassen, die einst im Herzogtum landständisch waren und die diesen Status auch wiedererlangen sollten. So wurde im Jahre 1824 auch – und das zum ersten Mal – eine Ständische Adelsmatrikel des Herzogtums Krain erstellt.
Im Herzogtum Krain, das Napoleon den von ihm geschaffenen Illyrischen Provinzen eingegliedert hatte, wurde die ständische Ordnung relativ spät – erst im Jahre 1818 – wieder eingeführt. Mit dem ersten Pariser Friedensabkommen vom 30. Mai 1814 endete auch de jure die französische Herrschaft in den Illyrischen Provinzen, die Österreich zugesprochen wurden. Es stand die Frage im Raum, wie die territoriale Neugliederung bewerkstelligt werden soll. Nach langwierigen Verhandlungen entschloss man sich im Jahre 1816 ein Königreich Illyrien zu schaffen. Dieses Königreich bestand aber lediglich auf dem Papier und das bis zum Jahre 1918 in der Form eines weiteren Titels des Herrschers und des hierfür eigens geschaffenen Wappens: Ein goldenes Schiff auf blauem Grund.
Schon zu Beginn des Jahres 1814 waren Menschen, bei denen man frankophiles Gedankengut vermutete, Verfolgungen und Visitationen ausgesetzt. Verboten waren Freimaurerlogen und alle, die man für Freimaurer hielt, wurden penibel überwacht. Im gleichen Jahr wurden Personenstandsbücher wieder in geistliche Hände gelegt. Alle jene, die nur zivilrechtlich verheiratet waren, mussten sich zusätzlich kirchlich trauen lassen, da widrigenfalls die Ehe annulliert wurde.
Die ständische Ordnung wurde zwar eingeführt, aber lediglich dem Anschein nach und das insbesondere im Verwaltungs-, Abgaben- und Steuerrecht. Im Verwaltungssystem behielt man alle französischen Neuerungen bei, die die Staatsmacht stärkten. Die Kreisämter wurden zwar reorganisiert, die Grundherrschaften erhielten jedoch nicht das Privileg der patrimonialen Gerichtsbarkeit und das der Erhebung von Steuern zurück.

## Verantwortliche Verfasser der Matrikel
- Joseph Camillo Freiherr von Schmidburg, Erbschenk von Trier, k. k. wirklicher geheimer Raths, Kämmerer, Landstand des Königreichs Böhmen und der Herzogtümer Kärnten und Krain, Gouverneur im Königreiche Illyrien, Präsident der Stände des Herzogtums Krain, zeitweiligen Protektor der k. k. Landwirtschafts- und philharmonischen Gesellschaft, dann des Sparcasse-Verein zu Laibach. Die Schmidburg (Schenk v. Schmittburg) sind ein mittelrheinisches Uradelsgeschlecht, das mit Giselbert v. Schmidburg 1263 erstmals urkundlich nachgewiesen ist. Das Inkolat des Herzogtums Krain erlangte Friedrich Freiherr v. Schmidburg, der Vater des Camillo.

- Vinzenz Freiherr Schweiger von Lerchenfeld, k. k. wirklicher Kämmerer, Verordneter des Herrenstandes.

- Joseph Ritters von Kalchberg, k. k. wirklicher Rath, Verordneter des Ritterstandes.

## Das Gesicht der Matrikel
Die Matrikel umfasst 494 Namen von Personen, denen der Krainer Landstand zuerkannt wurde. Viele in Krain landständische Adelsgeschlechter sind vor der Erstellung dieser Adelsmatrikel erloschen und viele Geschlechter erlangten erst nach der Erstellung der Matrikel das Krainer Inkolat. Die Matrikel enthält viele neue Namen, die für das Herzogtum Krain eigentlich untypisch sind. In der Matrikel wird als erstes der Name mit derzeitigem Titel genannt, danach folgt das erste Aufkommen in Krain soweit dies aus den für die Erstellung der Matrikel verwendeten Unterlagen nachvollziehbar war; danach erfolgen die Quellenangaben. Die Schreibweise der Namen und der Texte wurden so belassen, wie sie im Original aufgeführt sind.

## Verwendete Urkunden, Dokumente und Unterlagen für die Erstellung der Matrikel
Bei der Erstellung der Adelsmatrikel griff man neben den Landmann-Briefen und den Landtagsprotokollen auch auf das so genannte Perizhoffische Verzeichnis und auf den Landschafts-Wappenbrief aus dem Jahre 1463 zurück.
Mitglieder der Familie von Perizhoff waren die bekanntesten Registratoren in Krain. Der Großvater Markus († 1693), Vater Markus Joseph (1656–1721) und dessen Sohn Karl Seyfried (* 1694). Karl Seyfried erstellte Verzeichnisse von Korrespondenzen auf ihm eigene Weise auf der Grundlage fremder Vorbilder. Auf ähnliche Art reorganisierte er zusammen mit Christian Heil das Archiv des Vizedomats von Krain.
Der hier genannte Landschaftswappenbrief aus dem Jahre 1463 bezieht sich auf ein Verzeichnis von Pflichten und Abgaben, die den krainerischen Ständen namentlich im Zusammenhang mit der Gestellung des Aufgebots zu Verteidigungszwecken auferlegt wurden.

## Matrikeleinträge (Beispiele von insgesamt 494)
- Auersperg, von, itzt Fürsten und Grafen;

Herr Georg Landeshauptmann in Krain, 1425 laut v. Perizhoffischen Verzeichnisses, ohne Indicirung. Herr Octavian, dann Christoph und Andreas von Auersperg, im v. Perizhoffischen Verzeichnis unter dem Jahre 1507, ohne Nachweisung. Herr Hanns und Dietrich von Auersperg sitzen im Landtage im Jahre 1566, Prot:: No 1, Fol:: 254. Herr Weikhard Freiherr von Auersperg, Landeshauptmann in Krain 1576, Prot:: No 2, Fol:: 197. Fürsten Karl Joseph, Herzog zu Gotschee, wird unter 25. Juni 1792 über sein Ansuchen als gefürsteten Herzoge, für sich und seine Nachfolger im gedachten Herzogthume Gottschee, bey landtäglichen Versammlungen, wenn derselbe oder seine Nachfolger diesen persönlichen beywohnen, ein besonderer Sitz, und das Vorrecht der ersten Stimme, gleich nach dem Herrn Fürst-Erzbischofe von Laibach und den Herren Verordneten, mithin vor all' anderen Fürsten, Grafen, Freyherren und Rittern, eingeräumt. Fasc: Landmannsbriefe Litt: A, No 10. Auersperger, Hanns, kommt im landschaftlichen Wappenbriefe von 1463 vor.
- (50.) Codelli, von Fahnenfeld, itzt Freiherren,

Herr Peter Antoni, Wechselherr, wurde für sich und seine Laibeserben, und in Ermangelung dieser, der älteste seines Namens, zum Landmanne angenommen, auf dem Landtage vom 26. August 1698; vide Proto: No 40, Foll: 500 et 501, dann Landmanns Revers Fasc: Landmannsbriefe Litt: C, No 9.
- Dornberg, von,

Thomas, Comentur zu Möttling, im Landtag gesessen den 31. Jänner 1587; vide Proto: No 4, Foll: 537, Freiherr Franz Raimund introducirt den 11. Mai 1685. Vide Proto: No 30, Foll: 524, et Introduktions Gesuch und Bewilligung, Fasc: Landmannsbriefe Litt: D, No 3.
- Dornberg, von,

Johann, k. k. Rath der Inneröst. Regiments-Kanzlei proprio motu, gegen Erfüllung des Requisitis, zum Landstand aufgenommen, den 5. März 1630; vide Proto: No 15, Foll: 521, Fasc: Landmannsbriefe Litt: D, No 4.
- Fin, de, Freiherr,

Herr Emanuel beschwerte sich bei dem Landtage von 5. Mai 1639, dass seine Söhne als Herren und Landleute aufgenommen, er aber ausgeschlossen wurde; worüber er auch gegen dem aufgenommen worden, dass er 8000 Fl-Kr bei der ständischen Casse anlegen und davon durch drei Jahre keine Interessen ziehen solle; der Name seiner als Landstände früher aufgenommenen Söhne konnte nicht aufgefunden werden: vide Proto: No 17, Foll: 330. Andreas wurde für sich und seine Nachkommen den 7. Mai 1650 zum Landstand angenommen; vide Proto: No 18, Foll: 142 - 144, Fasc: Landmannsbriefe Litt: F, No 3.
- Frangipan, Graf von Tersaz,

Herr Wolf, General der kroatischen Meergrenze, geheimer Rath, ist den 14. Jänner 1642 im Landtag gesessen; vide Prot: No 17, Foll: 443. Niclas Graf von Tersaz wurde auf Empfehlung des Erzherzogs Carl von Österreich etec: ddo Wien am 12. Jänner 1566 zum Landmann angenommen: vide Fasc: Landmannsbriefe Litt: F, No 6.
- Gallenberg, auch Gallenberger, von, nun Grafen,

Herr Seifried erscheint im Peritzhofischen Verzeichnis schon im Jahre 1405. Herr Jobst der jüngere erscheint im Wappenbriefe vom Jahre 1463. Herr Friedrich und Leonhard erscheinen nach dem Peritzhofischen Verzeichnis im Jahre 1607, eben so war Herr Jobst 1560 Landesverweser in Krain; Herr Sigmund saß im Landtage von 25. Oktober 1569, vide Proto: No 1, Foll: 298, wie auch er und Hanns den 12. Februar 1571, vide Proto: No 1, Foll: 335.
- Haller, von, itzt Freiherren von Hallerstein,

Herr Georg erscheint im Landtage von 12. Jänner 1568; item Herr Jacob am 22. Mai 1616; vide Proto: No 1, Foll: 254 et Proto: No 9, Foll: 647.
- Herberstein, von, nun Grafen,

Herr Linhart kommt im von Peritzhofischen Verzeichnis im Jahre 1507, Herr Bernardin im Jahre 1517 ohne Citation vor. Herr Hanns Albrecht war im Jahre 1637 Oberhauptmann in Zengg; vide proto: No 17, Foll: 225, den 30. April 1640 wurden die Herren Georg Ernst und Georg Sigmund zu Landleuten aufgenommen; vide Proto: No 17, Foll: 367.
- Lamberg, von, nun Fürsten und Grafen,

Herr Jörg erscheint in oberwähntem Wappenbriefe de anno 1453; die Herren Caspar, Sigmund, Gregor und Christoph kommen nach Peritzhofischen Verzeichnis in dem Jahre 1507 vor. Herr Joseph zu Ottenstein und Ortenekh war nach Valvasors Verzeichnis der Landeshauptleute 1546 dieser in Krain, so wie Herr Jakob zu Stein und Guttenberg anno 1558. Herr Wolf erscheint im Jahre 1555 in Prot: No 1, Foll:50. Herr Max von anno 1668, Prot: No 1, Fol: 266. Diese Familie gehört überhaupt zu den historischen.
- Oberburg, von,

Herr Balthasar saß in der Landesversammlung im Jahre 1571; vide Prot: No 1, Foll: 394.
- Portia und Prugnaria, Grafen, nun Fürsten,

Herr Hermsa und dessen Söhne Juan Sforza, Anton und Carl wurden auf ihr Ansuchen als Pfandinhaber der Herrschaft Senoschetz den 16. Februar 1605 zu Landleuten angenommen; vide Prot: No 8, Foll: 310, Fasc: Landmannsbriefe Litt: P, No 18.
- Rauber, Freiherren,

Herr Cosmus saß im Landtage vom 15. Februar 1568; vide Prot: No 1, Foll: 254. Herr Adam im Landtage vom 9. April 1587; vide Prot: No 5, Foll: 56. Diese Familie kommt in den folgenden Protokollen sehr häufig vor.
- Raunach, von,

Herr Martin und Jakob kommen im Peritzhofischen Verzeichnis der Landleute bereits 1446 vor; Herr Andreas, Pfandherr auf Premb, saß im Landtage vom 20. Februar 1528; vide Prot: No 3, Foll: 204.
- Wagen, von, Herr Walthasar kömmt im Wappenbriefe ddo Neustadt am Mittwoch nach St. Eberhardtstag 1463 vor.

- Wagen, von, Herr Christoph kommt im Landtags - Protokolle vom 14. Februar 1571 vor; vide Protok: No 1, Foll: 340

- Valvasor, von,

Herr Johann Bapt. Ist im Landtage am 17. Dezember 1571 und bei späteren Landtagen gesessen; vide Prot: No 1, Foll: 432 et Prot: No 8, Foll: 178. - Weikhard Freiherr von Valvasor war der berühmte Verfasser der „Ehre des Herzogthums Krain“.
- Vavisor zu Gallenegkh, von,

Herr Hieronimus wurde im versammelten Landtage den 12. April 1602 zum Landmann aufgenommen; vide Prot: No 8, Foll: 181 et Fasc: Landmannsbriefe Litt: V, No 4.
- Vega, Freiherr von,

Herr Georg Ritter des k. k. Militär Maria Theresien Ordens und Major im k. k. Bombardierkorps, wurde im Landtage vom 26. November 1801 zum Landmann aufgenommen; vide das Landtags - Protokoll von diesem Dato, ständ. Exhib. No 2445 de 1801.
- Weichselberg, von,

Herr Hanns ist im Landtage von 8. Mai 1591 gesessen; vide Prot: No 6, Foll: 85.